# Leptotrichum longirostre
Leptotrichum longirostre là một loài rêu trong họ Ditrichaceae. Loài này được Schwägr. Müll. Hal. mô tả khoa học đầu tiên năm 1847.